# Ingrid Haebler
Ingrid Haebler (Viena, 20 de junio de 1929-14 de mayo de 2023) fue una pianista y profesora de universidad austríaca.

## Vida
Nació en Viena en 1929. Su madre, Charlotte Freifrau von Haebler, que era pianista, le enseñó los rudimentos del instrumento. Hizo su debut en público a los 11 años en el Mozarteum. Estudió en la Universidad de Música y Arte Dramático de Viena, en el Mozarteum de Salzburgo con Steniz Scholz (donde logró la medalla Lilli Lehman en 1949), después en el Conservatorio de Ginebra con Nikita Magaloff (donde obtuvo el premio de virtuosismo en 1951) y en cursos privados con Marguerite Long en París.

## Trayectoria
Viajó por el mundo entero para hacer giras de conciertos. A partir de 1969 fue profesora del Mozarteum.
Son bien conocidas sus series de grabaciones de los años 1950 a 1980. Especialmente sus discos de las sonatas de Mozart grabadas para el sello Denon, están considerados como una de las interpretaciones de referencia. Haebler llevó a cabo la grabación integral de los conciertos para piano de Mozart dos veces, a menudo con sus propias cadencias y también la integral de las sonatas de Schubert. 
Es uno de los numerosos músicos austríacos que ha experimentado la interpretación historicista en instrumentos de época, grabando sobre todo en pianoforte las obras de Johann Christian Bach. Sus discos de Mozart y Beethoven con el violinista Henryk Szeryng, con el que hacía a menudo música de cámara, son particularmente apreciados.

## Premios y reconocimientos
- 1947 – Medalla Lotte-Lehmann.
- 1951 – Segundo premio en el Concurso Internacional de Piano de Ginebra.
- 1952 – Segundo premio en el Concurso Internacional de Piano de Ginebra.
- 1954 – Primer Concurso Internacional de Música de la ARD en Múnich.
- 1954 – Primer premio en el Concurso Schubert.
- 1957 – Medalla Beethoven del Premio Internacional de Música Harriet Cohen.
- 1970 – Medalla Mozart por la Comunidad Mozart de Viena (Mozartgemeinde Wien)[4]
- 1979 – Medalla Mozart de Plata de la Fundación Mozarteum Internacional.
- 1986 – Medalla de Honor de la Ciudad de Viena (Ehrenmedaille der Stadt Wien)

## Discografía
- J. C. Bach: Conciertos op. 1 y 7. Haebler, pianoforte; Wien Capella Academica, dir. Eduard Melkus (1969, 1972, 1977, 2CD Philips OCLC 30673144)
- J. C. Bach: 6 Sonatas op. 5. Haebler, pianoforte (Philips)
- J. C. Bach: 6 Sinfonías op. 3/6, Conciertos para piano, op. 13. Haebler, pianoforte; Academy of St. Martin in the Fields, dir. Neville Marriner; Wien Capella Academica, dir. Eduard Melkus (1997, Philips)
- J. S. Bach: Suite francesa N.º 6, BWV 817. (1966, Philips)
- Beethoven: Sonatas para violín, Vol. I & II; Romanzas. Henryk Szeryng, Haebler, Royal Concertgebouw Orchestra, Bernard Haitink (1971-80, Philips OCLC 937703523 y 937672433)
- Chopin: Nocturnos. (1956, 2LP Vox PL OCLC 11954007)
- Chopin: Valses. (LP Vox GBY 11970)
- Haydn: Sonatas para piano N.º 35, 37 & 39. (1969, Philips OCLC 659214726)
- Mozart: Música para dos pianos. Haebler, Ludwig Hoffmann, Jörg Demus, Paul Badura-Skoda (1971-78, 2CD Philips 422 516-2 OCLC 154641529)
- Mozart: Conciertos para piano N.º 6 & 8 (1954, LP Vox PL 9290)
- Mozart: Conciertos para piano N.º 15 & 18. Haebler, Orquesta Sinfónica de Viena, dir. Heinrich Hollreiser (1953, LP Vox PL 8300 OCLC 4741984)
- Mozart: Conciertos para piano N.º 17 & 26. Haebler, Orquesta Sinfónica de Bamberg, Orquesta Sinfónica de Viena,  dir. Heinrich Hollreiser (1955, LP Vox PL 9390)
- Mozart: Conciertos para piano N.º 19 & 20. Haebler, Orquesta Sinfónica de Viena, dir. Karl Melles (1958, Vox OCLC 1855840)
- Mozart: Conciertos para piano N.º 12 & 27. (1954, LP Vox PL 8710 OCLC 4742005)
- Mozart: Conciertos para piano N.º 13 & 24. Haebler, Orquesta Sinfónica de Viena, dir. Paul Walter (LP Vox PL 10.080 OCLC 658817701)
- Mozart: Conciertos para piano. Haebler, pianoforte (1-4) y piano; Capella Academica Wien, dir. Eduard Melkus (1-4); Orquesta Sinfónica de Londres, dir. Witold Rowicki, Alceo Galliera, Colin Davis (10CD Philips 454 352-2 OCLC 222291004)
- Mozart: Sonatas para piano. (1986-91, 5CD Denon COCQ-83689 OCLC 36419870)
- Mozart: Variaciones para piano K. 455, 352, 179, 500 & K. 24, 25, 180, 265, 254, 398. (3-9 noviembre/2-9 de diciembre de 1975, 2CD Philips)
- Mozart: Sonatas para piano y violín K. 296, 301, 306. Haebler, Henryk Szeryng. (1969-1972, Philips)
- Mozart: Sonatas para piano y violín K. 378, 380, 454. Haebler, Henryk Szeryng. (1969-1972, Philips)
- Mozart: Cuartetos con piano. Schwalbe, Cappne, Borwitzky (Philips OCLC 658577213)
- Mozart: Quinteto para piano y viento; Beethoven: Quinteto op. 16. Haebler, Quinteto de viento de Bamberg (19-22 de septiembre de 1971, Philips)
- Schubert: Impromptus. (1955, LP Vox PL 8940)
- Schubert: Sonatas para piano (12), Impromptus, Momentos musicales, Fantasía en fa menor*. Haebler, Ludwig Hoffmann* (1960/1970, 7CD Philips 456 367-2 / Decca OCLC 51748844)
- Schumann: Kinderszenen, op. 15. (28.8.1959, Philips 698039)
- Schumann: Conciertos para piano, Concertgebouworkest. Eliahu Inbal, (1.6.1972, Philips 6500 414)